# Andrzej Szymczak
Andrzej Szymczak (* 8. September 1948 in Konstantynów Łódzki; † 6. September 2016 ebenda) war ein polnischer Handballspieler.

## Karriere

### Verein
Andrzej Szymczak lernte das Handballspielen bei Sokół Konstantynów Łódzki. 1965 wechselte der 1,93 m große Torwart zum Lokalrivalen Włókniarz Konstantynów Łódzki. Während seines Militärdienstes stand er bei Śląsk Wrocław im Tor. Ab 1971 lief er für Anilana Łódź auf. Mit diesem Verein gewann er 1973 und 1977 den polnischen Pokal. Von 1977 bis 1980 spielte er für ASKÖ Linz SBL in Österreich, wo er 1978, 1979 und 1980 die österreichische Meisterschaft gewann. Anschließend kehrte er zu Anilana zurück und wurde 1983 polnischer Meister. Beim HC Berchem in Luxemburg beendete er 1985 seine Spielerlaufbahn.

### Nationalmannschaft
Mit der polnischen Nationalmannschaft kam Szymczak bei der Weltmeisterschaft 1970 auf einen der Plätze 13 bis 16. Beim Ostseepokal 1970 wurde die Mannschaft Zweite. Bei den Olympischen Spielen 1972 belegte er mit der Auswahl den zehnten Rang, im Turnier bestritt er die ersten drei von fünf Partien. Bei der Weltmeisterschaft 1974 wurde er mit Polen Vierter. Als Student gewann er bei der Studentenweltmeisterschaft 1975 die Bronzemedaille. Bei den Olympischen Spielen 1976 spielt er fünf von sechs Partien und gewann mit dem Team die Bronzemedaille. Bei der Weltmeisterschaft 1978 belegte Polen den sechsten Platz. Bei der Weltmeisterschaft 1982 gewann er mit der Auswahl die Bronzemedaille. Aufgrund des Olympiaboykotts der Ostblocknationen nahm er mit der Nationalmannschaft an den Wettkämpfen der Freundschaft teil, wo das Team den dritten Platz belegte. Mit 229 Länderspielen war er fast 30 Jahre lang polnischer Rekordnationalspieler.

### Auszeichnungen
Im Jahr 1974 erhielt er den Titel „Verdienter Meister des Sports“, 1976 und 1982 die Medaille „Für herausragende sportliche Leistungen“, später das Goldene Verdienstkreuz der Republik Polen und 2013 das Diamantabzeichen mit Kranz „Für Verdienste um den Handballsport“ des polnischen Handballverbandes. Bei der im Jahr 2001 von der polnischen Zeitschrift „Tempo“ durchgeführten Wahl der besten polnischen Spieler aller Zeiten wurde Szymczak zum besten Torwart gewählt.

### Trainer
Nach dem Ende seiner Spielerlaufbahn übernahm Szymczak Anilana Łódź, dem er mit Ausnahme der Saison 1989/90 bis 1995 treu blieb. Von 1990 bis 1992 war er parallel Assistenztrainer der polnischen Nationalmannschaft.